# 飛鳥〜飛鳥涼作品集
『飛鳥〜飛鳥涼作品集』（フェイニャオ あすかりょうさくひんしゅう）はASKAのベスト・アルバム。

## 解説
1997年からのソロ活動を受けて中国にて発売されたアジア向けのベスト・アルバム。
シングルの表題曲では2ndシングル「MIDNIGHT 2 CALL」が唯一本作に収録されていない代わりに、そのシングルのカップリング曲「夢はるか」が収録された。

## 収録曲
| 全作詞・作曲: 飛鳥涼。 |                                   |           |            |                  |      |
| #                      | タイトル                          | 作詞      | 作曲・編曲 | 編曲             | 時間 |
| 1.                     | 「はじまりはいつも雨」            | 飛鳥涼    | 飛鳥涼     | 澤近泰輔         | 4:25 |
| 2.                     | 「伝わりますか」                  | 飛鳥涼    | 飛鳥涼     | 十川知司         | 4:39 |
| 3.                     | 「MY Mr.LONELY HEART」            | 飛鳥涼    | 飛鳥涼     | 飛鳥涼、瀬尾一三 | 4:41 |
| 4.                     | 「夢はるか」(原案：立松和平)      | 飛鳥涼    | 飛鳥涼     | 十川知司         | 4:58 |
| 5.                     | 「けれど空は青 〜close friend〜」 | 飛鳥涼    | 飛鳥涼     | 十川知司         | 5:22 |
| 6.                     | 「Love is alive」                 | 飛鳥涼    | 飛鳥涼     | 澤近泰輔         | 5:46 |
| 7.                     | 「今でも」                        | 飛鳥涼    | 飛鳥涼     | 近藤敬三         | 4:14 |
| 8.                     | 「晴天を誉めるなら夕暮れを待て」  | 飛鳥涼    | 飛鳥涼     | 十川知司         | 5:47 |
| 9.                     | 「HELLO」                         | 飛鳥涼    | 飛鳥涼     | 武部聡志         | 6:09 |
| 10.                    | 「I'm busy」                      | 飛鳥涼    | 飛鳥涼     | 十川知司         | 5:55 |
| 11.                    | 「はるかな国から」                | 飛鳥涼    | 飛鳥涼     | 澤近泰輔         | 5:47 |
| 12.                    | 「月が近づけば少しはましだろう」  | 飛鳥涼    | 飛鳥涼     | 十川知司         | 6:32 |
| 13.                    | 「君が愛を語れ」                  | 飛鳥涼    | 飛鳥涼     | 澤近泰輔         | 5:39 |
| 合計時間:              | 合計時間:                         | 合計時間: | 69:54      |                  |      |

## 楽曲解説
1. はじまりはいつも雨
1991年発売の3枚目シングル。
本作に収録されているのは、同年発売の2枚目アルバム『SCENE II』に収録されているアルバム・ヴァージョン。
2. 伝わりますか
1988年発売の1枚目アルバム『SCENE』収録曲。
3. MY Mr.LONELY HEART
1987年発売の1枚目シングル。
本作に収録されているのは、アルバム『SCENE』に収録されているアルバム・ヴァージョン。
4. 夢はるか
1988年発売の2枚目シングル「MIDNIGHT 2 CALL」のカップリング曲。
5. けれど空は青〜close friend〜
アルバム『SCENE II』収録曲。
6. Love is alive
アルバム『SCENE II』収録曲。
7. 今でも
アルバム『SCENE』収録曲。
8. 晴天を誉めるなら夕暮れを待て
1995年発売の4枚目シングル。
本作に収録されているのは、同年発売の3枚目アルバム『NEVER END』収録されているアルバム・ヴァージョン。
9. HELLO
アルバム『NEVER END』収録曲。
10. I'm busy
アルバム『NEVER END』収録曲。
11. はるかな国から
アルバム『NEVER END』収録曲。
12. 月が近づけば少しはましだろう
アルバム『NEVER END』収録曲。
13. 君が愛を語れ
シングル「はじまりはいつも雨」のカップリング曲。
本作に収録されているのは、アルバム『SCENE II』に収録されているアルバム・ヴァージョン。